# Spiranthera
Spiranthera é um género botânico pertencente à família Rutaceae.

## Espécies
- Spiranthera guianensis
- Spiranthera odoratissima
- Spiranthera parviflora